# Dipartimento di Comayagua
Il dipartimento di Comayagua è un dipartimento dell'Honduras centrale avente come capoluogo Comayagua.
Il dipartimento di Comayagua comprende 21 comuni:
- Ajuterique
- Comayagua
- El Rosario
- Esquías
- Humuya
- La Libertad
- La Trinidad
- Lamaní
- Las Lajas
- Lejamaní
- Meámbar
- Minas de Oro
- Ojos de Agua
- San Jerónimo
- San José de Comayagua
- San José del Potrero
- San Luis
- San Sebastián
- Siguatepeque
- Taulabé
- Villa de San Antonio